# Lunatic (Gazebo)
Lunatic è una canzone pop-italodisco, incisa da Gazebo nel 1983 e facente parte dell'album eponimo e di debutto del cantante. Autori del brano, pubblicato come singolo, sono lo stesso Gazebo e Pierluigi Giombini.
Il 45 giri, pubblicato su etichetta Baby Records, risultò il 33° singolo più venduto in quell'anno in Italia, dove raggiunse il 3º posto delle classifiche.

## Descrizione
Il testo di Lunatic parla di un uomo lunatico ed eccentrico che passeggia mascherato sotto la luna piena e che ricorda Nostradamus. 
Il lato B contiene una versione strumentale del brano, non presente nell'album.
La copertina del disco raffigura una notte di luna piena, con un uomo mascherato sullo sfondo a sinistra e una grande maschera arancione messa bene in vista sulla parte bassa. Il titolo "Lunatic" figura in corsivo sulla parte destra in alto, proprio sotto la luna piena.

## Tracce
7" single (Baby BR 50297 [it])
Lato A
1. Lunatic – 3:56 (testo: Gazebo – musica: Pierluigi Giombini)

Lato B
1. Lunatic (Instrumental) – 3:54 (testo: Pierluigi Giombini – musica: Gazebo)

7" single (Baby BRA A 3952 [sp])
Lato A
1. Lunatic – 3:56 (testo: Gazebo – musica: Pierluigi Giombini)

Lato B
1. Wrap the Rock – 3:10 (testo: Gazebo – musica: Pierluigi Giombini)

12" maxi (Baby BR 54028 [it])
Lato A
1. Lunatic – 6:24 (testo: Pierluigi Giombini – musica: Gazebo)

Lato B
1. Lunatic (Instrumental) – 7:07 (testo: Pierluigi Giombini – musica: Gazebo)

## Video musicale
Nel video musicale, si vede Gazebo nei panni di un regista o produttore entrare in un set cinematografico in preparazione, dove compaiono molte persone vestite in maschera. Nel frattempo, scorrono immagini di film d'epoca.

## Classifiche
| Paese    | Posizione massima | Nr. di settimane |
| -------- | ----------------- | ---------------- |
| Austria  | 13                |                  |
| Germania | 4                 | 17               |
| Italia   | 3                 | 11               |
| Svizzera | 6                 | 11               |

## Cover
Tra gli interpreti che hanno inciso una cover del brano, figurano:
- The Disco Boys (singolo del 2009)[7]